# 希腊国旗

希腊国旗的尺寸比例

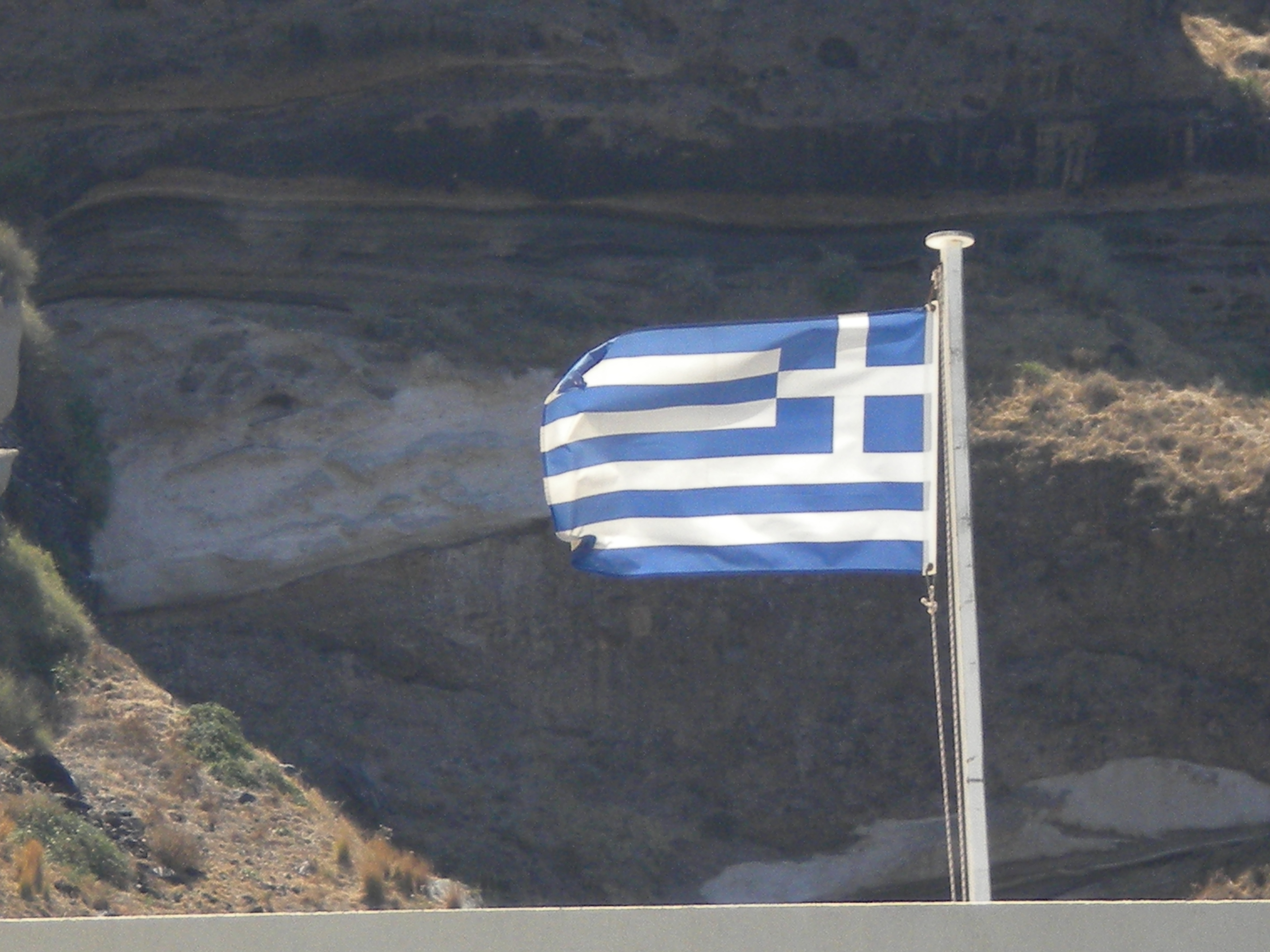
一面悬挂在圣托里尼的希腊国旗

希臘國旗（希臘語：Σημαία της Ελλάδος，通常被稱為或意“藍白”），是由藍白二色、十字圖案及平行長條所構成的旗幟。亦是希臘的舊商船旗和軍艦旗。9條藍白相間的平行長條象徵希臘獨立戰爭時的口號（不自由，毋寧死）的9個音節（另一說是9長條象徵9位希臘神話中的文藝女神（9在希臘歷來表示範圍））。藍十字象徵在1821年土耳其獨立起義之際、巴特拉的蓋爾馬諾斯府主教揮揚的白底藍十字旗。
官方標準的國旗比例是2:3。

## 希腊国旗历史
现今的“十字与条纹”国旗的起源是一个有争议的问题。每一个部分，包括蓝色和白色（见下文），十字，以及条纹的安排都会有非常古老的历史因素；但是很难确定其“连贯性”，尤其是在1822年年初国旗正式通过时并没有被记录的确切的原因。
蓝色白色条纹产生于蓝底白条的盾，9个条纹产生于阿基里斯之盾，并拥有对希腊人而言这一数字所有的意义，也被用作这一国旗的重大历史意义的一个重要论点。尽管如此，带条纹的国旗已于1822年以前使用，特别是航海旗（特别是这是国旗本来使用的地方）。有人认为，国旗源于1822年之前的设计：一个克里特岛的名门望族Kallergis家族（在希腊历史上提供了一些军事与政治领袖的家族）的相似的旗帜。据称，国旗的式样基于他们的祖先拜占庭皇帝尼基弗鲁斯二世（公元963年－969年在位）的徽章。这种式样包括9条蓝白相间的条纹，左上角的十字。
在过去的几个世纪，希腊国旗的条纹式样与其他的几面旗帜极为类似，最特别的是1707年以前的英国东印度公司的旗帜与希腊国旗的相似之处。然而，在这种情况下，很难证明其来自更古老的设计，或受到它的影响。

很有可能是因为希腊航海旗的影响，外国旗帜如美国国旗中的条纹也许受到希腊国旗的影响。

### 古代和拜占庭时期的希腊国旗

十字是最常见的拜占庭纹章。
希腊軍艦用國籍旗
希腊西帕希人于1431年至1619年在一些地方使用该旗。在革命期间，也有相似的国旗被使用
旗帜由红色长条（意为奥斯曼帝国）与蓝色长条（象征希腊人）构成，在奥斯曼统治后期被希腊人用作民用旗和商船旗。
这面旗幟（源于更古老的设计）出现于1769年起义，并在1821年革命时被广泛使用。
国旗，上面旗帜的变种（1822年—1969年；1975年—1978年）
商船旗（1822年—1828年）
海运旗（1822年—1828年）
军政府时期（1970年—1975年）的国旗

希腊王室旗

白色和蓝色从其历史意义来讲，自古以来就是希腊的代表色；  他们通过将以前使用的国旗自然延续为新希腊的国旗。在古希腊，他们与雅典娜相关联，并使用亚历山大大帝的旗帜，  而在希腊人在国外时，人们通常通过他们带着蓝色长条的衣服来认识他们。 在拜占庭，白色和蓝色是海军和其他旗帜的颜色（包括相同情况的“Devilion”，与“现今国旗”最为类似的帝国卫队的官方旗帜）， 王朝，制服，帝王衣服，列祖的王位等等的徽章 十字，随着Chi-Rho作为帝国的象征，并在4世纪基督教成为罗马国教后，成为拜占庭国旗。蓝白色拜占庭海军旗为蓝十字白底旗（用于4世纪），或为白十字蓝底旗（用于10世纪），并于比雷埃夫斯希腊航海博物馆展出。
作为一个重要的拜占庭象征，使用于自世纪初以来的拜占庭帝国 但更广泛的用做帕里奥洛格斯王朝皇帝的王朝旗帜，也是所谓的“tetragrammatic十字”，有四个B或火镰在旗上代表帝国的座右铭：“Βασιλεύς Βασιλέων Βασιλεύων Βασιλευόντων ”（“万王之王统治那些统治者”），有时也被解释为Βασιλεύ Βασιλέων Βασιλέα Βοήθει（万王之王助我皇）。 最后一位拜占庭皇帝（康斯坦丁十一世）在位时，虽然tetragrammatic十字在“Devilion”（帝国卫队官方旗帜）之中遵循了“历史”（白底蓝十字），但是帝国旗帜的颜色大多为紫色和金色。

### 奥斯曼统治时期
在奥斯曼统治期间，希腊人所使用的非官方旗帜，通常包括双头鹰（见下文），十字，圣人画像和各种标语。受雇于奥斯曼苏丹的希腊西帕希人在伊皮鲁斯和伯罗奔尼撒被允许使用他们自己的，基督教成分明显的旗帜。旗帜上面是蓝十字架，中间有圣乔治屠龙像，旗帜使用于1431年至1639年这种特权被苏丹大大限制的时候。在其他地方，类似的旗帜也被使用。在奥斯曼帝国统治时期，用途最接近“国旗”的旗帜是Graikothomaniki pantiera，一种东正教徒商船被允许悬挂的民用旗，由两条红色长条（象征奥斯曼帝国）和一条蓝色长条（象征希腊人）构成。在签订《庫楚克開納吉和約》后，希腊人商船上也可以悬挂俄罗斯国旗。
在1769年起义后，具有历史意义的白底蓝十字旗于1821年革命再一次被军事领导人完全使用。它变成了最流行的革命旗帜，也有人认为它应该成为国旗。这面革命国旗的变种，蓝底白十字旗似乎也被用于起义当中去了。这种设计在以前，也被用于一个地方的象征（一面几乎相同的16世纪或17世纪的旗帜在哈尼亚发现 （页面存档备份，存于）），而拿破仑军队中的希腊志愿者在1798年在埃及使用了一面蓝底白十字旗，在左上角放上了一面法国国旗。
一位军事领导人，Yiannis Stathas，从1800年开始在他的船上悬挂一面蓝底白十字旗。第一面最终采用的旗帜于1807年通过，生产，悬挂于斯基亚索斯岛的Evangelistria修道院。一些著名的军事领导人（包括西奥多·科洛科特罗尼和安德烈·米奥利斯）聚集在那里协商关于起义的事情时，他们也在向当地主教悬挂的这面旗发誓。

主教帕特拉斯的日尔曼诺斯在1821年于阿基亚修道院祝福希腊革命军的旗帜

### 国旗与历史演变
在希腊革命的初期，除了各种十字旗帜，在欧洲的希腊知识分子、地区领导、头领和地区委员会所设计和使用的旗帜中的颜色和徽章都各不相同。这些旗帜中的很多旗帜都为圣人，不死鸟（象征希腊民族的新生），标语例如“不自由，毋宁死”（Ελευθερία ή Θάνατος）或束棒——例如菲力克·希特里亚。
因为欧洲君主国盟军在所谓的“欧洲协调”中， 怀疑有些组织要发动国家或社会革命活动，例如“希特里亚”，在于1822年举办的第一次希腊独立运动全国大会开始为描绘革命中的希腊为一个“普通”的有序的民族国家采取行动。这样不仅要统一地区议会为中央行政机构，也要决定废除所有的革命旗帜，并通过一个国旗。为什么变种（蓝底白十字旗）被选中，而更受欢迎的白底蓝十字旗落选，原因不明。
在1822年3月15日，临时政府法令第540条确定了各个旗帜：蓝底白十字旗为陆用旗；有9条颜色为蓝色和白色的条纹，右上角为蓝底白十字旗的旗帜为軍艦旗；右上角为白底蓝十字，其他地方均为蓝色的旗帜为商船旗。 在1828年后，后者停用，十字与长条旗成为了唯一的海用旗帜。这种设计在希腊立即受到了欢迎，并在现实中常与国旗（单纯十字）一起用。
国王奥托一世增加了皇家徽章（一面巴伐利亚颜色（蓝与白） （页面存档备份，存于）构成的盾的顶部有一个王冠）。 在1862年奥托放弃执政后，废除了皇家徽章，取而代之的是一个十分简单的王冠，并被用到1863年。陆用旗中间有圣乔治的方形版本于1864年4月9日作为军队的旗帜被通过。与石勒苏益格-荷尔斯泰因-宗德堡-格吕克斯堡王朝的旗帜的方形版本几乎相同的旗帜被作为皇家旗帜制造。国旗确切的形状和使用于1867年9月27日通过皇家法令颁布。在1914年5月31日，带有王冠的旗帜作为于各部门、各大使馆和公共服务部门使用的国旗被通过，而商船旗和没有王冠的十字旗被允许由公民使用。

希腊海岸警卫队标志

希腊总统旗

在1924年3月25日，希腊第二共和国成立，所有旗帜上的王冠被去除。在1930年2月20日，国旗比例被规定为2:3，十字的长为“1/5的宽”。国旗（陆用旗）被用于各部门、大使馆和所有的公共和军事服务部门，軍艦旗则被海军，商船，领事馆和公民使用。在1935年10月10日，君主制被恢复，王冠又回到了旗帜上面。1967年军政府时期再一次停用，軍艦旗旗于1969年被用作唯一的国旗，并使用一种深色调的蓝色。在1970年8月18日，国旗比例被改为7:12。在政权更替后，陆用旗被恢复了一段时间（法令第48/1975条和总统令515/1975条），直到1978年被停用。

## 目前的希腊国旗
在1978年，过去的民用旗（海用旗）重新成为唯一的国旗，比例为2:3。 以前的国旗作为陆用旗，也作为军用旗和民用旗，以取代當時仍存在各式旗帜。国旗上没有其他的设计和徽章，希腊政府至今还没有规定国旗上蓝色的色调，因此实际使用的國旗，從很深色到很浅色的版本都有。希腊的国旗日为10月27日。
旧的陆用旗依然飘扬在旧国会大厦及国家历史博物馆的网站，此外希臘公民亦可以私人悬挂此旗。

## 希腊战旗
陆军和空军的战旗是方形的，为蓝底白十字旗。陆军战旗十字的中心是圣乔治像，而空军战旗十字的中心为米迦勒像。 在陆军中，战旗通常在步兵团、坦克和军校在战争中或在阅兵式上飘扬。海军和海上警卫队在阅兵式中飘扬军舰旗代替战旗。 也规定了半军事组织希腊宪兵（后来与城市警察合并为希腊警察）的战旗。
由于含有消防机构，希腊警察和前城市警察被认为是公共机构，没有战旗，并用国旗代替战旗。

## 海军与民用旗
海军与民用旗和国旗相同。
简单的“蓝底白十字”也被用作海军旗和海军军衔标志。海军条例第21章（第21021-30条）描述了这些旗帜的用途。

## 双头鹰
这看起来可能让人吃惊，最有名并最为人所爱的希腊的象征（十字除外）是双头鹰，这并不是现今希腊国旗或国徽的一部分（虽然这正式的用于希腊军队和希腊教会，并于1925年至1926年用在希腊国徽之中）。一个关于解释其原因的建议是，独立以后，为政治，国际关系和理智作出努力，让希腊重现拜占庭时代的辉煌。还有一种说法是，这仅仅是希腊特定的历史时期（拜占庭时期）和某种特定的统治形式（帝国）的象征。更多的研究越来越倾向于后者，这个符号仅仅与个人相关联，也仅仅是拜占庭皇帝的王朝徽章。

现代希腊正教会用旗，上面有一只双头鹰。常被误认为是拜占庭帝国国旗。

希腊学者们试图让双头鹰与古代符号相关联：鹰是强大城邦的共同设计，然而有一种含义是“双雕”源于一个神话：宙斯放飞两只雕，两只雕分别由世界的两端往东或往西飞，最终于特尔斐会合，证明那里是世界中心。然而，毫无疑问，双头鹰的起源受到了罗马和东欧的影响。事实上，早期拜占庭帝国继承了罗马鹰（伸长翅膀，面向右）作为帝国的象征。在伊萨克一世（1057年—1059年在位）统治期间，将鹰修改为双头鹰，通过过去的传统可以体现出这样的野兽（指伊萨克一世）他的祖国帕法拉歌尼亚（Paphalagonia）位于小亚细亚（反过来可能又体现出了更加古老的神话）。很多遵循了详情的国旗的修改，往往加上了十字。在1261年希腊人又夺回了康斯坦丁堡后，在双头鹰的每个头上又增加了代表（按照最流行的理论）尼西亚帝国重新夺回的首都和中途的“首都”的2个王冠。出现了拜占庭使用这个符号的含义的混乱；可以肯定这是“王朝”的象征而非“国家”的象征（在那时完全不适用，无论如何），所以，这里使用的颜色明显是“皇权的颜色”，即帝国紫和金。 
在奥斯曼帝国攻陷君士坦丁堡后，尽管拜占庭帝国不复存在，双头鹰依然是对于希腊人而言强有力的国家的象征（虽然少得多了，但依然比十字多）被印在旗帜上面，尤其是在起义和暴动的时候。最典型的，是东正教会，并在现在依然使用拜占庭带着鹰的旗帜，通常为黄底或黑底。但在奥斯曼帝国攻占君士坦丁堡后，这个符号又找到了一个“新的君士坦丁堡”（或第三罗马），即莫斯科。俄罗斯深深受到了拜占庭的影响，认为它是罗马的继承人，并将双头鹰作为它的帝国象征。它也在塞尔维亚、黑山和一些非斯拉夫人国家（尤其是阿爾巴尼亞）被使用。

## 陸上用旗

1822年-1970年的民用旗
1833年-1858年的政府用旗
1858年-1862年的政府用旗
1863年-1924年的政府用旗
1924年-1935年的政府用旗
1941年-1943年義大利王國保護國希臘國的國旗
1941年-1943年義大利軍事傀儡政權班都斯親王國國旗
1944年德國和意大利軍事佔領國旗
1935年-1970年政府用旗
1970年-1975年希臘軍政府的國旗
1975年-1978年的国旗

## 海上用旗

1822年-1828年的商船旗
1828年-1970年的商船旗
1833年-1858年的軍艦旗
1858年-1862年的軍艦旗
1863年-1924年的軍艦旗
1924年-1935年的軍艦旗
1935年的軍艦旗
1935年-1969年的軍艦旗
1970年-1975年軍事政權時代的軍艦旗

### 引用
1. 1 2 3  V. Tzouras, "The Greek Flag, Original Historic Study", A. Lantzas, Kerkyra 1909 (a very important work, on which several other books have been based)
2. 1 2 3  N. Zapheiriou, "The Greek Flag from Antiquity to Present", Eleutheri Skepsis, Athens 1995 (reprint of original 1947 publication)
3. 1 2  E. Kokkoni and G. Tsiveriotis, "Greek Flags, Signs and Emblems", Athens 1997.
4. 1 2  .   [2009-01-22]. （原始内容存档于2010-05-14）.
5. ↑  .   [2009-01-22]. （原始内容存档于2014-01-06）.
6. 1 2 3  The Flag, from the site of the Presidency of the Hellenic Republic
7. ↑  Law 851/21-12-1978 On the national Flag, War Flags and the Distinguishing Flag of the President of the Republic, Gazette issue A-233/1978.
8. ↑  Presidential Decree 348 /17-4-1980, On the war flags of the Armed Forces and the Gendarmerie Corps, Gazette issue A-98/1980.
9. ↑  Presidential Decree 991/7-10-1980, Specification of the size of the National Flag born by the Coast Guard, Cities Police and Fire Service and the length of its staff, Gazette issue A-149/1980.